# Maria Paluch
Maria Paluch – polska chemik, profesor nauk chemicznych.

## Życiorys
Maria Paluch w 1959 r. uzyskała tytuł magistra chemii na Wydziale Matematyki, Fizyki i Chemii Uniwersytetu Jagiellońskiego. W 1966 r. obroniła pracę doktorską, której promotorem był prof. Bogdan Kamieński. Habilitowała się w 1980 r. W 2000 r. uzyskała tytuł profesora nauk chemicznych. Pracowała na stanowisku kierownika w Zakładzie Chemii Fizycznej i Elektrochemii na Wydziale Chemii Uniwersytetu Jagiellońskiego. Jest promotorem 8 prac doktorskich.